# Lycia adkini
Lycia adkini là một loài bướm đêm trong họ Geometridae.